# Kyushu K11W
Kyushu K11W «Shiragiku» (яп. 白菊, «Біла хризантема») — серійний навчальний літак Імперського флоту Японії періоду Другої світової війни.

## Історія створення
У 1940 році командування ВПС Імперського флоту Японії сформулювало технічне завдання 15-Сі на розробку нового навчального літака, який мав би замінити застарілий Mitsubishi K3M. Завдання було передане фірмі «Ватанабе» (з 1943 року - «Кюсю Хікокі КК»), яка спеціалізувалась на розробці навчальних літаків.
Хоча літак призначався для підготовки всіх членів екіпажу бомбардувальника, конструктори вибрали одномоторну схему, на відміну від традиційної для машин подібного типу двомоторної схеми. Літа був суцільнометалевим середньопланом, лише рульові поверхні мали полотняну обшивку. Шасі літака не складалось. Зовні літак нагадував американський North American O-47. Пілот та стрілець-радист розміщувались в закритій кабіні над крилом, а інструктор, штурман та бомбардир розміщувались в невеликій кабіні, розміщеній під крилом та обладнаній лише невеликими вікнами.
Літак був оснащений 9-циліндровим двигуном повітряного охолодження Hitachi GK2B Amakaze 21 потужністю 515 к.с. Для навчальних задач літак ніс дві 30-кг бомби, в задній частині кабіни розміщувався 7,7-мм кулемет «Тип 92».
Льотні випробування, які розпочались у листопаді 1942 року, пройшли без проблем, і влітку 1943 року літак був прийнятий на озброєння під назвою «Літак бойової підготовки флоту "Сірагіку"("Біла хризантема") Модель 11» (або K1W1).
У 1944 році через проблеми із поставками сировини був розроблений суцільнодерев'яний варіант, який отримав назву «Літак бойової підготовки флоту Модель 21» (або K1W2). Цей варіант використовувався не лише як навчальний, а і як легкий транспортний та патрульний літак. В останньому випадку він був озброєний не навчальними, а бойовими глибинними бомбами.
На основі патрульного варіанту K1W2 був розроблений спеціалізований двомісний патрульний літак Q3W «Нікай» («Південне море»). Але проєкт не був завершений - був збудований один прототип, перший же політ якого закінчився аварією при посадці, і проєкт закрили в січні 1945 року.
Всього було збудовано 798 літаків усіх модифікацій.

## Тактико-технічні характеристики (K11W1)

### Технічні характеристики
- Екіпаж: 5 чоловік
- Довжина: 10,24 м
- Висота: 3,93 м
- Розмах крил: 14,98 м
- Площа крил: 30,50 м ²
- Маса пустого: 1 677 кг
- Маса спорядженого: 2 640 кг
- Навантаження на крило: 86.6 кг/м²
- Двигуни:  1 х Hitachi GK2B Amakaze 21
- Потужність: 515 к. с.
- Питома потужність: 5,1 кг/к.с.

### Льотні характеристики
- Максимальна швидкість: 230 км/г (на висоті 1 700 м)
- Крейсерська швидкість: 175 км/г
- Дальність польоту: 1 760 км
- Практична стеля: 5 620 м
- Швидкісь підйому: на 3 000 м за 19 хв. 35 с.

### Озброєння
- 1 х 7,7-мм кулемет «Тип 92»
- 2 х 30-кг бомб

## Модифікації
- K11W1 - базовий суцільнометалевий варіант
- K11W2 - протичовновий суцільнодерев'яний варіант
- Q3W1 Nankai («Південне море») - прототип двомісного протичовнового літака на базі  K11W2 (1 екз.)

## Історія використання

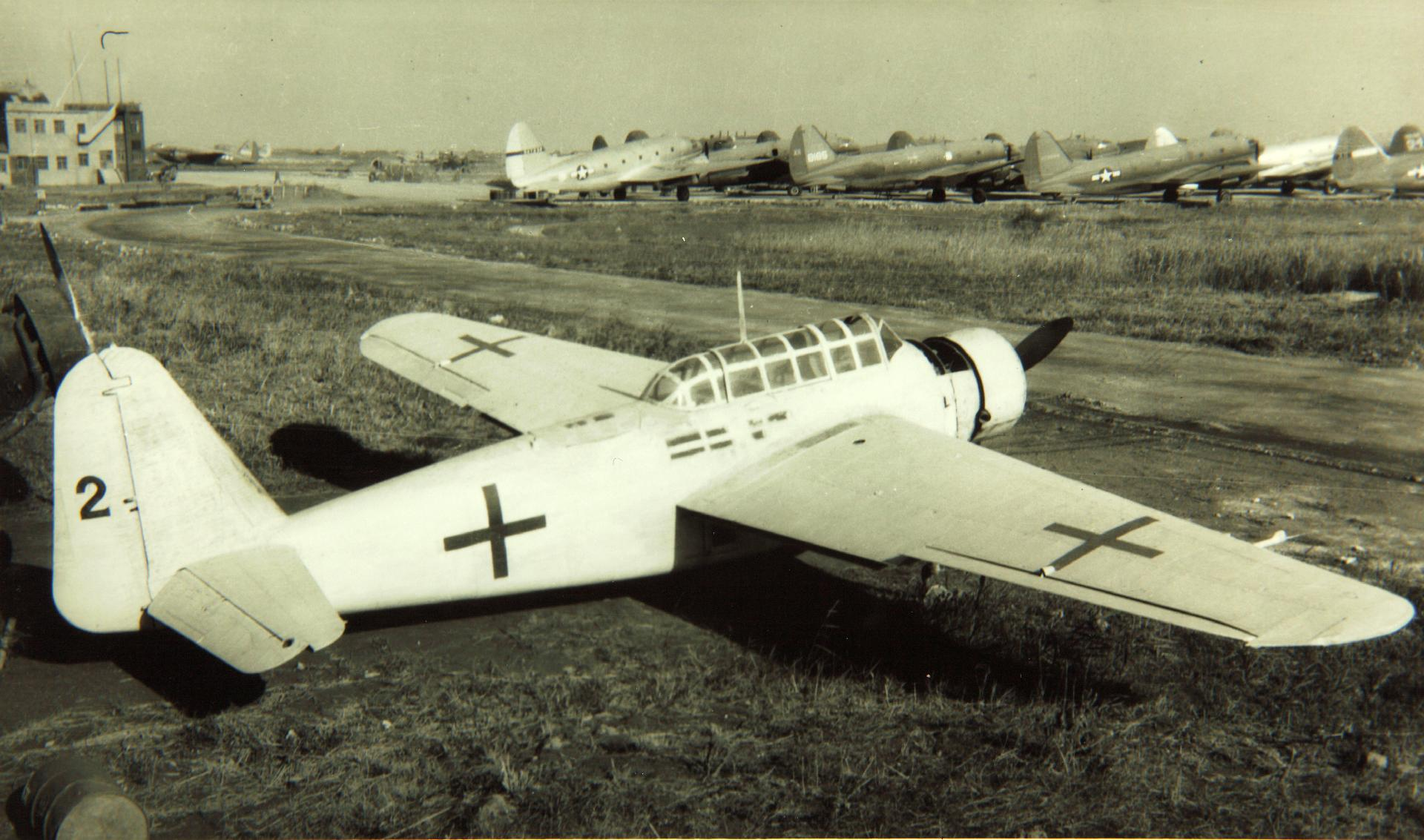
K11W з зеленими хрестами (позначка капітуляції) в аеропорту Шанхая. На задньому фоні C-46

В цілому K11W виявився вдалим літаком - він мав просту та надійну конструкцію, а процес одночасної підготовки всіх членів екіпажу бомбардувальника був ефективним і дозволяв досягнути високої злагодженості їх дій.
На завершальному етапі війни навчальні K11W1 були переобладнані для використання пілотами-камікадзе. У свій останній політ вони несли одну 250-кг бомбу. Але через панування у повітрі американської авіації результативність цих атак була незначною.
Незважаючи на те, що літаки K11W випускались досить масово, союзники не зустрічались з ним у повітрі і кодової назви йому присвоєно не було.